# جن اتری (اکلاهما)
جن اتری(به انگلیسی: Gene Autry) شهری در ایالت اکلاهما کشور ایالات متحده آمریکا است که جمعیت آن در سرشماری سال ۲۰۱۰ میلادی، ۱۵۸ نفر بوده‌است.